# Младежки вестник
Младежки вестник е вестник от периода 1923 – 1924 г.
Вестникът се издава в София. В него се отпечатват статии за трезвеността, пропагандира изучаването на есперанто и стенография, помества сведения за живота на младежки организации в България, културни прегледи, научнопопулярно четиво и други. Издава се от географа и есперантист Гунчо Гунчев.